# 埃爾佩尼翁 (昆迪納馬卡省)

埃爾佩尼翁（西班牙語：El Peñón），是哥倫比亞的城鎮，位於該國中部昆迪納馬卡省，距離首都波哥大121公里，面積132平方公里，海拔高度1,310米，始建於1800年9月22日，人口5,906。
5°15′06″N 74°17′10″W / 5.25167°N 74.28611°W